# Pampa (Burkina Faso)
Pour les articles homonymes, voir Pampa (homonymie).
Pampa est une localité située dans le département de Kaya de la province du Sanmatenga dans la région Centre-Nord au Burkina Faso.

## Géographie
Pampa est situé à 1 km au sud-ouest de Namsigui, à environ 25 km au nord-ouest du centre de Kaya, la principale ville de la région. Le village est à 5 km à l'ouest de la route nationale 15 reliant à Kaya à Kongoussi.

## Histoire
Depuis 2015, le nord de la province est soumis à des attaques djihadistes terroristes récurrentes entrainant des conflits entre les communautés Peulh et Mossi et des déplacements internes massifs de populations vers les camps du sud de la province à Barsalogho et Kaya. Le village de Pampa accueille depuis 2019 des camps de réfugiés en provenance du nord.

## Éducation et santé
Le centre de soins le plus proche de Pampa est le centre de santé et de promotion sociale (CSPS) de Namsigui tandis que le centre hospitalier régional (CHR) se trouve à Kaya.
Pampa possède une école primaire publique de trois classes.